# Droits de l'homme en Algérie
La Constitution de décembre 2020 prévoit dans son préambule que « le peuple algérien exprime son attachement aux Droits de l’Homme tels qu’ils sont définis dans la déclaration universelle des droits de l'homme de 1948 et les traités internationaux ratifiés par l’Algérie » et que le président de la République, lors de sa prestation de serment, jure de « protéger les libertés et droits fondamentaux de l'Homme et du Citoyen ». La situation en matière de droits de l'homme en Algérie reste cependant problématique, différents textes législatifs et différentes pratiques venant atténuer considérablement les principes inscrits dans la Constitution.

## Traités internationaux ratifiés par l'Algérie
Parmi les traités internationaux  ratifiés par l'Algérie figurent :
- le Pacte international relatif aux droits civils et politiques (PIPCP ou CCPR) ;
- la Charte africaine des droits de l'homme et des peuples ;
- le Pacte international relatif aux droits économiques, sociaux et culturels (PIDESC) ;
- la Convention sur l'élimination de toutes les formes de discrimination à l'égard des femmes (CEDAW) ;
- la Convention contre la torture et autres peines ou traitements cruels, inhumains ou dégradants (CAT) ;
- la Convention internationale sur l'élimination de toutes les formes de discrimination raciale (CERD) ;
- la  Convention internationale sur la protection des droits de tous les travailleurs migrants et des membres de leur famille (CMW) ;
- la Convention relative aux droits de l'enfant (CRC) ;
- la Convention relative aux droits des personnes handicapées (CRPD).

Cependant, dans le contexte de la nouvelle constitution de 2020, Amnesty International s'inquiète des « implications concrètes de la plupart des nouvelles références aux droits humains (...) en raison de dispositions qui conditionnent ces droits à des lois nationales au lieu de prévoir des garanties constitutionnelles claires et dépourvues de toute ambiguïté. Or, bien souvent, ces lois nationales affaiblissent les droits en questions ». Pour sa part, le vice-président de la Ligue algérienne pour la défense des droits de l'homme, Saïd Salhi, déclare en avril 2021 que « l’Algérie a la particularité de ratifier les conventions internationales et de ne pas les appliquer ».

## Contexte historique
Des élections libres ont eu lieu dans le pays à partir de 1988, mais une victoire du Front islamique du salut (FIS) au scrutin parlementaire de 1991 a déclenché un coup d'État militaire et l'imposition, en février 1992, d'un état d'urgence en vertu duquel les droits de l'homme ont été suspendus. De nombreuses personnes ont été arrêtées sans inculpation et détenues sans procès. Une guerre civile a fait rage de 1991 à 1999 et, depuis sa fin, aucune enquête officielle n’a été menée sur les violations massives des droits de l’homme qui ont eu lieu pendant le conflit.
L'état d'urgence instauré en Algérie en 1992 pour lutter contre la guérilla islamiste a été officiellement levé en février 2011. Il permettait notamment  d'« interdire de séjour ou assigner à résidence toute personne majeure dont l’activité s’avère nuisible à l’ordre public et au fonctionnement des services publics, de réquisitionner les travailleurs pour accomplir leurs activités professionnelles habituelles, en cas de grève non autorisée ou illégale,  d'ordonner exceptionnellement des perquisitions de jour et de nuit, d'ordonner, par voie d’arrêté, la fermeture provisoire des salles de spectacle, de lieux de réunion de toute nature et à interdire toute manifestation susceptible de troubler l'ordre et la tranquillité publics ».
Les défis les plus graves pour les droits de l'homme en Algérie sont peut-être les restrictions importantes à la liberté d'association et de réunion. Il existe également de sérieux contrôles de la liberté d'expression et de la presse. Parmi les autres problèmes figurent la corruption extensive, l'impunité officielle, la surutilisation de la détention provisoire, les conditions de détention insalubres, les mauvais traitements infligés aux prisonniers, l'absence d'un système judiciaire libre, les restrictions à la liberté de mouvement, la violence et la discrimination à l'égard des femmes, les droits limités des travailleurs. Selon le rapport de Human Rights Watch de 2017, les autorités algériennes ont de plus en plus recours à des poursuites pénales en 2016 contre des blogueurs, des journalistes et des personnalités des médias  en utilisant des articles du code pénal tels que  « offenser le président », « insulter des agents de l'État » ou « dénigrer l'Islam ». Le rapport ajoute qu'ils ont également poursuivi des militants syndicaux qui ont organisé ou appelé à des manifestations pacifiques sur des accusations telles que « rassemblement non autorisé ».
L'Algérie a été classée par Freedom House comme « non libre » pour l'année 2020 et depuis qu'elle a commencé à publier de telles évaluations en 1972, à l'exception de 1989, 1990 et 1991, lorsque le pays a été qualifié de « partiellement libre ».
Dans la mesure où la démocratie existe dans l'Algérie d'aujourd'hui, elle est fondée sur trois textes législatifs: La loi sur les partis politiques (1989, amendée en 1997), qui autorise plusieurs partis politiques, la loi sur les associations (1987, modifiée en 1990), qui a permis la création d'associations, la loi sur l'information (1990), qui a ouvert la voie à des médias d'information indépendants.
Décembre 2010 a marqué le début d'une période de manifestations fréquentes et nationales inspirées par le "printemps arabe" et déclenchées par une colère généralisée face à un chômage élevé, une grave pénurie de logements, des prix élevés des denrées alimentaires, une corruption généralisée et de sévères restrictions à la liberté de expression et autres droits de l’homme.
2019 a marqué le début de manifestations hebdomadaires, sous le nom de hirak, pour protester dans un premier temps contre la candidature d'Abdelaziz Bouteflika à un cinquième mandat présidentiel, puis par la suite pour protester contre le système politique en vigueur. Ces manifestations se poursuivent en 2021.

## Libertés politiques et civiques

### Les partis politiques
La constitution de décembre 2020 prévoit que « le droit de créer des partis politiques est reconnu et garanti » et stipule que « l’État assure un traitement équitable à l’égard de tous les partis politiques ». Pour l'application de ces dispositions, « une loi organique détermine les modalités de création des partis politiques ». Il est spécifié également que les partis politiques agréés bénéficient notamment, sans discrimination, de « la liberté d'expression, de réunion et de manifestation pacifique » et que « la loi détermine les modalités d'application de cet article ».
La constitution prévoit que « les partis politiques ne peuvent être fondés sur une base religieuse, linguistique, raciale, de sexe, corporatiste ou régionale » et qu'un parti ne peut pas être utilisé pour « pour attenter aux libertés fondamentales, aux valeurs et aux composantes fondamentales de l'identité nationale, à l'unité nationale, à la sécurité et à l'intégrité du territoire national, à l'indépendance du pays et à la souveraineté du peuple ainsi qu'au caractère démocratique et républicain de l’Etat ».
La loi organique n° 12-04 du 12 janvier 2012 relative aux partis politiques définit les conditions  autorisant le parti politique à tenir son congrès constitutif, puis les conditions d'agrément du parti politique. En septembre 2019, le Ministre de l'Intérieur indique que 70 partis politiques sont enregistrés.
En 2019, le gouvernement a rarement autorisé les partis politiques à tenir des rassemblements en salle ou a retardé l'octroi des autorisations jusqu'à la veille de la manifestation, limitant ainsi la participation. Les partis politiques classés dans l'opposition indiquent qu’ils n’ont pas accès à la télévision et à la radio publiques.
En janvier 2022, le Parti socialiste des travailleurs (PST) est suspendu ; le PST dénonce « un précédent et une attaque flagrante au pluralisme partisan et aux libertés démocratiques en Algérie ». Le 23 février 2023, le Conseil d'État décide la suspension des activités du Mouvement démocratique et social (MDS), accompagnée d'une fermeture de ses locaux.

### Le médiateur de la République
Un décret présidentiel du 15 février 2021 crée la fonction de « médiateur de la République », chargé de   contribuer « à la protection des droits et libertés des citoyens et à la régularité du fonctionnement des institutions et administrations publiques ».

## Liberté de la presse, liberté d'expression

### Liberté d'expression, définition de l'acte terroriste
Une ordonnance du 8 juin 2021 modifie l'article 87 bis du code pénal en spécifiant qu'« est considéré comme acte terroriste ou sabotage, tout acte visant la sûreté de l’Etat, l’unité nationale et la stabilité et le fonctionnement normal des institutions par toute action ayant pour objet (...) d'œuvrer ou inciter, par quelque moyen que ce soit, à accéder au pouvoir ou à changer le système de gouvernance par des moyens non constitutionnels, de porter atteinte à l'intégrité du territoire national ou d’inciter à le faire, par quelque moyen que ce soit » ». Elle spécifie en outre qu'« il est institué une liste nationale des personnes et entités terroristes qui commettent l’un des actes prévus à l’article 87 bis du présent code ».
C'est sur la base de cet article 87 bis du code pénal, plus précisément pour « atteinte à l’intégrité du territoire national », qu'est arrêté et incarcéré l'écrivain Boualem Sansal en novembre 2024. C'est sur la base de ce même article que Djamila Bentouis, artiste franco-algérienne et arrêtée à son arrivée à Alger, est  condamnée à 18 mois de prison ferme en 2024.
Cet élargissement de la définition suscite des craintes pour la liberté d'expression. En 2021, un rapport du Conseil des droits de l'homme des Nations unies (CDH) critique le caractère vague de la définition du mot terroriste et indique que, depuis 2019, « un nombre croissant de militants, journalistes et défenseurs des droits humains ont été poursuivis en justice sous des accusations liées au terrorisme ». De même, en 2022, des membres du Conseil des droits de l’homme (CDH) considèrent que cet article contient une « définition exagérément vaste du terrorisme ».
En mai 2024, des amendements au code pénal permettent de poursuivre toute personne se livrant à des actes tels que « divulguer des informations jugées sensibles pour la sécurité nationale, la défense ou l’économie » », « porter atteinte à l’image des services de sécurité »  ou  « tout acte de nature à décourager l’investissement ».
Le 29 août 2024, Fethi Ghares est inculpé pour « outrage au président » et « diffusion de fausses informations et d’un discours de haine à travers des publications sur les réseaux sociaux », puis est libéré de prison et placé sous contrôle judiciaire étroit. Il est condamné à un an de prison en janvier 2025 et à un dédommagement symbolique d’un dinar au président algérien Abdelmadjid Tebboune, qui s’est constitué partie civile dans l’affaire. Son épouse est condamnée à six mois de prison avec sursis.
En janvier 2025, le poète Mohamed Tadjadit est condamné à cinq ans de prison pour des accusations « liées à son implication dans la campagne dite du hashtag je ne suis pas satisfait ».

### Les détenus d'opinion
Le Comité national pour la libération des détenus (CNLD) est une association algérienne créée le 26 août 2019, pendant le Hirak, pour obtenir la libération des prisonniers politiques et d'opinion. En avril 2024, plusieurs organisations de défense des droits humains demandent la libération des détenus d'opinion, « injustement emprisonnés pour avoir exprimé leurs opinions ou exercé pacifiquement leurs libertés ». De même, toujours en avril, le CNLD publie une liste nominative de 228 détenus « arbitrairement arrêtés et condamnés à la prison ferme ».
En janvier 2025, Mary Lawlor, Rapporteure spéciale sur les défenseurs des droits de l’homme de l'Organisation des Nations unies indique que les autorités algériennes poursuivent la « criminalisation des défenseurs des droits humains ». Elle met en particulier en avant le militant Merzoug Touati plusieurs fois condamné : « Depuis 2024, il a été détenu à trois reprises. Il a été rapporté que, lors de sa dernière arrestation en août 2024, sa famille aurait été victime de mauvais traitement. Il aurait ensuite subi des tortures physiques et psychologiques durant sa garde à vue pendant cinq jours »,.

### Liberté de la presse algérienne
L’Algérie occupe la  146e place (sur 180) du classement mondial de la liberté de la presse 2020 établi par RSF, un recul de cinq places par rapport à 2019 et de vingt-sept places par rapport à 2015. En 2021, l'Algérie se positionne au 134e rang, RSF indiquant que « la situation s’est considérablement dégradée en 2021 : de nombreux journalistes ont été emprisonnés dans le pays, poursuivis en justice ou empêchés de voyager ». En 2022, RSF classe l'Algérie  au 136e rang, en recul de deux places, tout en indiquant que « le paysage médiatique en Algérie n’a jamais été aussi détérioré ». En 2023, l'Algérie recule de trois places et occupe la  139e place.
Plusieurs sites d'information ont été bloqués en Algérie en 2019 et 2020, notamment Tout sur l’Algérie (TSA), Algérie Part et Inter-Lignes,. Les autorités ont reconnu le 15 avril 2020 avoir bloqué deux médias en ligne indépendants, Maghreb Émergent et Radio M, dans « l’attente des résultats de la procédure judiciaire engagée contre leur directeur pour diffamation à l’égard du président de la République ». En décembre 2020 , ces deux sites étaient toujours bloqués. L'information par les médias d'État, après une brève ouverture lors du déclenchement du hirak  début 2019, connaît ensuite pressions, censures et arrestations.
En 2020, des journalistes ont été interpellés et certains condamnés à des peines de prison. C'est le cas du journaliste Khaled Drareni, arrêté et incarcéré le 7 mars 2020 après avoir couvert des manifestations du Hirak, puis jugé et condamné en appel à deux ans de prison ferme  pour « incitation à attroupement non armé et atteinte à l'intégrité du territoire national ». Des interpellations et gardes à vue  ont également lieu en 2021, lors de manifestations du hirak.
Les conditions d'octroi de la carte de presse en Algérie sont particulièrement opaques.
La loi n°20-06 a introduit l’article 196 bis dans le Code pénal et punit d’un « emprisonnement d’un an à trois ans et d’une amende de 100.000 DA à 300.000 DA, quiconque volontairement diffuse ou propage, par tout moyen, dans le public des informations ou nouvelles, fausses ou calomnieuses, susceptibles de porter atteinte à la sécurité ou à l’ordre publics ». Cette disposition est critiquée par l’absence de définition des « informations fausses », conférant aux autorités « un pouvoir disproportionné et discrétionnaire, dans le sens où cette disposition pourrait être utilisée pour supprimer la couverture d’informations critiques et controversées ».
En 2020, Amnesty International indique que la police avait pris connaissance du contenu des téléphones de cinq
journalistes, militants en ligne et manifestants pacifiques. Amnesty cite des cas où les juges ont retenu à charge non seulement des commentaires mis en ligne sur Facebook, mais également des propos tenus dans le cadre d’échanges privés via des applications de messagerie, ceci alors que l'article 47 de la Constitution indique que « toute personne a droit à la protection de sa vie privée et de son honneur, (que) toute personne a droit au secret de sa correspondance et de ses communications privées, sous toutes leurs formes (et que) la protection des personnes dans le traitement des données à caractère personnel est un droit fondamental ». Toujours selon Amnesty, la liberté d'expression est limitée par un ensemble de « dispositions répressives souvent formulées en des termes vagues et d’une portée excessivement large, susceptibles d’être invoquées de façon arbitraire contre des personnes critiques à l’égard des pouvoirs publics ». Il en va ainsi des motifs suivants : « atteinte à l’unité nationale », « atteinte à l'intérêt national », « démoralisation de l’armée », « provocation directe à un attroupement non armé », « outrage à agents publics », « offense au président de la République » ou « atteinte à l'Islam ».
En avril 2021, un journaliste du quotidien Liberté est placé sous mandat de dépôt après un article relatant une manifestation publique organisée par des citoyens de la région de Tamanrasset qui contestent le nouveau découpage territorial. Il lui est reproché  « la création d’un compte électronique consacré à la diffusion d’informations susceptibles de provoquer la ségrégation et la haine dans la société », la « diffusion volontaire de fausses informations susceptibles d’attenter à l’ordre public » et « l’usage de divers moyens pour porter atteinte à la sureté et l’unité nationale ». Le 12 août 2021, il est condamné à un an de prison dont quatre avec sursis, suscitant des réactions indignées, dont celle de Reporters sans frontières qui estime que « l’incarcération de Rabah Kareche est une énième preuve que l’article 54 de la Constitution qui garantit la liberté de la presse n’est qu’une vitrine trompeuse. Dans l’Algérie de 2021, la publication d’un tweet ou d’un article de presse est susceptible de mener son auteur en prison du fait d’un cadre légal en réalité liberticide et de l’application qui en est faite ».
En mai 2021, Ihsane El Kadi, journaliste et directeur des médias Maghreb Emergent et Radio M, est placé sous contrôle judiciaire avec « interdiction de sortie du territoire nationale et confiscation du passeport » et « interdiction de sortie des limites territoriales de la wilaya d'Alger sauf autorisation ». Il est accusé notamment de « diffusions de fausses informations portant atteinte à l’unité nationale » et « ouverture de la plaie de la tragédie des années 90 ». Il est condamné à six mois de prison le 7 juin 2022. Il est de nouveau arrêté dans la nuit du 23 au 24 décembre 2022 et les locaux des sites Radio M et Maghreb Emergent sont perquisitionnés et mis sous scellés,.
Le 8 septembre 2022, Belkacem Houam, journaliste à Echorouk est placé en détention à la suite d'un article paru dans l'édition du 7 septembre. Cet article fait état du renvoi de France de dattes Deglet nour contenant un pesticide non autorisé par l'Union européenne. Les autorités algériennes démentent l'information, placent le journaliste en détention et le journal fait l'objet d'une interdiction d'accès à l'imprimerie d'Etat. L'incarcération de Belkkacem Houam suscite une vive indignation parmi des partis politiques et des associations telles que le Conseil national des journalistes algériens (CNJA), et Reporters sans frontières. L'ancien ministre de la communication Abdelaziz Rahabi estime que « la mise en détention d’un journaliste pour une information de pure nature commerciale traduit la persistance de l’instrumentalisation politique de la justice et relève de pratiques d’un autre âge ».
En octobre 2024, Badreddine Karmat, journaliste d’un site internet, est placé en détention provisoire à Djelfa pour avoir critiqué des élus locaux.
La plupart des journaux sont imprimés dans des presses appartenant au gouvernement et le régime utilise ce fait pour exercer une influence sur les rédacteurs en chef et les journalistes. Il exerce également une influence en exerçant le pouvoir de la société de publicité appartenant au gouvernement (ANEP) de placer ou non des publicités dans diverses publications,. En mai 2020, le nouveau PDG de l'ANEP, quelque temps après sa nomination, révèle que l’agence a déboursé près de 40 milliards de dinars pendant les quatre dernières années, et « souvent au profit des médias “amis ». Il décide donc de mettre en place un plan d’assainissement pour redéfinir les principes fondamentaux concernant l’octroi de la publicité publique aux médias afin qu'il se fasse suivant quinze critères dits « critères objectifs ». Selon la presse indépendante, ces déclarations lui valent son limogeage le 27 septembre 2020.

### Liberté de la presse étrangère en Algérie
Les relations entre le pouvoir algérien et  l'Agence France-Presse (AFP) se sont détériorées depuis 2019 :  le directeur de l’AFP à Alger a été expulsé par les autorités algériennes le 9 avril 2019 après lui avoir refusé le renouvellement de son accréditation pour 2019. Fin mars 2021, son successeur, en place depuis octobre 2019, n’est toujours pas accrédité par les autorités.
En mars 2021, France 24 subit une menace de retrait définitif d'accréditation de la part du gouvernement algérien. En effet, le ministère de la communication accuse la chaîne de « parti pris flagrant » dans la couverture des manifestations, considérant que la ligne éditoriale est « construite sur des slogans hostiles à notre pays, son indépendance et sa souveraineté, ses services de sécurité et à son armée nationale populaire ». En juin 2021, au lendemain des élections législatives algériennes du 12 juin 2021, le pouvoir algérien retire son accréditation à France 24 pour « non-respect des règles de la déontologie professionnelle, désinformation et manipulation ainsi qu’agressivité avérée à l’égard de l’Algérie » selon les propos de Ammar Belhimer, ministre de la Communication et porte-parole du gouvernement.

## Liberté d'expression des artistes étrangers
Le décret exécutif n° 22-313 du 12 septembre 2022 fixe les conditions à respecter pour l'invitation d'artistes étrangers en Algérie, notamment l'accord préalable du ministre chargé de la Culture, l'obligation de « ne pas avoir des positions portant préjudice à l’histoire de l’Algérie ou à sa réputation ou à ses symboles et constantes nationales ou contradictoires avec ses intérêts », de « ne pas présenter des œuvres contraires à l’ordre public et à la moralité publique, et (qui) ne doivent pas être vêtues d’un caractère politique »  et la nécessité de« présenter des œuvres en Algérie qui tiennent compte des spécifités sociales, culturelles et éthiques de la société algérienne ».

## Liberté de réunion, de manifestation et d'association

### Liberté de réunion et de manifestation
La Constitution de décembre 2020, prévoit, en son article 52 que « les libertés de réunion et de manifestations pacifiques sont garanties, elles s’exercent sur simple déclaration », tout en précisant que « la loi fixe les conditions et les modalités de leur exercice ».
Bien que les droits de réunion et d'association soient garantis par la constitution, ils sont sévèrement limités dans la pratique. L'article 97 du code pénal interdit tout type de rassemblement : organiser ou participer à un rassemblement non autorisé, même s'il est pacifique, relève d'un crime et impose une peine pouvant aller jusqu'à un an de prison. Ainsi, des procès sont régulièrement intentés contre des défenseurs des droits de l’Homme pour « attroupement non armé » ou « incitation à attroupement non armé », comme par exemple lors des manifestations dans le cadre du hirak qui a débuté en  2019.
Les manifestations sont interdites à Alger depuis 2000. Des permis sont nécessaires pour les réunions publiques et sont souvent difficiles à obtenir. L'approbation officielle est requise pour former des partis politiques et de nombreux autres types d'organisations, telles que les ONG.
Tout en félicitant l'Algérie pour la levée de l'état d'urgence en février 2011, Human Rights Watch a insisté sur le fait que le gouvernement devait encore « restaurer les libertés fondamentales » en modifiant « de nombreuses lois répressives et mettre fin à diverses pratiques arbitraires dépourvues de fondement juridique ». Sarah Leah Whitson de HRW a déclaré que la levée de l'état d'urgence avait eu « très peu d'impact sur les libertés civiles parce que toute une gamme de lois est dans les livres qui peuvent être tout aussi répressives, ou appliquées de manière répressive ». La liberté de réunion, a noté HRW, était « toujours étouffée à Alger et observée de manière incohérente et sélective dans les provinces ».
En décembre 2022, la Ligue algérienne pour la défense des droits de l’homme (LADDH) se voit interdire l'organisation d'un forum sur les droits de l'homme. En avril 2024, une conférence sur l'écrivain Mouloud Mammeri, qui devait se tenirr à Sidi Aïch, est interdite par les autorités. En janvier 2025, la tenue d'une  journée d’étude consacrée au développement local, organisée par le Rassemblement pour la culture et la démocratie (RCD), est interdite par le wali de Bejaïa. En mai 2025, l'organisation d'un meeting par le RCD est annulée faute « d’autorisation administrative pour l’occupation de la salle ».

### Liberté d'association
La constitution de décembre 2020, en son article 53, prévoit que « le droit de créer des associations est garanti. Il s’exerce par simple déclaration » tout en précisant qu'« une loi organique détermine les conditions et les modalités de création des associations » et que « les associations ne peuvent être dissoutes qu’en vertu d’une décision de justice ».
Cet article représente un progrès par rapport à la Constitution de 2016 car il indique que la création se fait par simple déclaration. Selon Amnesty international, « une nouvelle loi organique devra être adoptée à la place de l'actuelle loi n° 12-06 de 2012 relative aux associations », car celle-ci prévoit « l'approbation préalable des autorités – une disposition utilisée depuis longtemps de façon abusive pour priver des associations indépendantes de statut juridique ». De plus, toujours selon Amnesty international, la loi de 2012 donne aux autorités « le pouvoir de suspendre les activités d’un groupe, voire de le dissoudre, « en cas d’ingérence dans les affaires internes du pays ou d’atteinte à la souveraineté nationale ». La loi de 2012 encadre les buts de l'association en précisant qu'ils « doivent s'inscrire dans l'intérêt général et ne pas être contraires aux constantes et aux valeurs nationales ainsi qu'à l'ordre public, aux bonnes mœurs et aux dispositions des lois et règlements en vigueur ». La loi n°20-06 introduit dans le Code pénal l’article 95 bis en avril 2020 qui prévoit une peine de 14 ans de prison pour les membres d’associations qui recevraient des financements de l’étranger en vue de mener des activités « susceptibles de porter atteinte à la sécurité de l’Etat, à la stabilité et au fonctionnement normal de ses institutions, à l’unité nationale, à l’intégrité territoriale, aux intérêts fondamentaux de l’Algérie ou à la sécurité et à l’ordre publics ». Selon Amnesty International, « ces termes vagues risquaient de restreindre les activités légitimes des associations déplaisant aux autorités ».
La loi 12-06  de 2012 impose l’obligation de l’autorisation préalable à la place du régime déclaratif qui était en vigueur depuis 1990, alors même que la loi de 1990, déjà critiquée à l’époque, imposait en pratique la détention d'un récépissé d’enregistrement, que parfois elles ne recevaient jamais, même après les 60 jours de délai légal, aucune voie de recours n’étant prévue en cas d’abus d’autorité. C'est dans le même sens que des députés européens ont demandé le 26 novembre 2020 que « l’autorité administrative compétente délivre sans délai un certificat d’enregistrement à plusieurs organisations caritatives, religieuses, non gouvernementales et de la société civile qui ont demandé leur réenregistrement ».
En 2019, le pouvoir n’a pas renouvelé les accréditations des ONG SOS Disparus, Djazairouna, la LADDH, l’Association nationale de lutte contre la corruption et le Mouvement d’action des jeunes.
Le 22 janvier 2023, la Ligue algérienne pour la défense des droits de l'homme indique avoir fait l'objet d'une dissolution lors d'une décision de justice rendue le 29 septembre 2022, sans avoir été informée de la décision et après un procès tenu en son absence. L'ONG affirme n'avoir jamais été informée de la procédure judiciaire déployée à son encontre.

## Liberté de sortie ou d'entrée du territoire
L'article 55 de la Constitution de 2020 précise que « tout citoyen jouissant de ses droits civils et politiques a le droit de choisir librement le lieu de sa résidence et de circuler sur le territoire national. Le droit d’entrée et de sortie du territoire national lui est garanti. Toute restriction à ces droits ne peut être ordonnée que pour une durée déterminée, par une décision motivée de l’autorité judiciaire ». ».
Cependant, en avril 2024, le journaliste algérien Farid Alilat indique avoir été bloqué à son arrivée à l'aéroport d'Alger et replacé plusieurs heures plus tard et sans explications dans un avion à destination de Paris. Plusieurs jours plus tard, le ministre de la Communication Mohamed Laagab justifie la mesure prise à l'encontre du journaliste par le fait qu'il exerce son métier dans un média (Jeune Afrique) qui a une attitude « inamicale » envers l'Algérie,. Outre les interdictions d'entrée sur le territoire, des Algériens établis à l'étranger hésitent à revenir en Algérie, par exemple pour assister aux obsèques d'un proche, de crainte de faire l'objet, cette fois, d'une interdiction de sortie du territoire national (ISTN).
Par ailleurs, début 2024, selon un avocat ayant défendu d'anciens activistes du Hirak, « des centaines d’activistes, de journalistes, d’hommes d’affaires et de politiques sont frappés d’une interdiction de quitter le territoire national [ISTN], sans aucune décision de justice ».
En juillet 2025, Nassera Dutour, présidente du Collectif des familles de disparu(e)s en Algérie (CFDA), est refoulée à l'entrée du territoire algérien sans qu'aucune décision de justice le justifiant ne soit invoquée.

## Liberté de création

### Liberté d'édition
La loi donne aux autorités des pouvoirs étendus pour interdire les livres qui vont à l’encontre « de la religion musulmane et des autres religions, de la souveraineté nationale et de l’unité nationale, de l’identité nationale et des
valeurs culturelles de la société, des exigences de la sécurité et de la défense nationales, des exigences de l’ordre public et de la dignité de l’être humain et des libertés individuelles et collectives ». Un décret de janvier 2017 définit les conditions d'examen  par le ministère de la Culture des livres importés.
Lors de l'édition 2023 du Salon international du livre d'Alger (SILA), du 25 octobre au 4 novembre 2023, les éditions Koukou sont informées qu'elles sont exclues du Salon en raison de « dépassements constatés dans les publications contraires au règlement du SILA (...) que vous exposez sur votre stand ». Les éditions Koukou dénoncent un « climat d’inquisition », une « violation des procédures légales (et de) la loi fondamentale » et un non respect des « prérogatives de l’autorité judiciaire ». Elles dénoncent également la  « Commission de lecture » dont la  « composition relève du secret d’Etat,  (avec) son triste palmarès  déjà très lourd ».
En septembre 2024, dans le cadre de la préparation du Salon national du livre amazigh d'Ath Ouacif ( (wilaya de Tizi-Ouzou), Tidjani Tama, président de la Commission de censure et directeur central du Livre au ministère de la Culture et des Arts, impose aux organisateurs d'exclure les éditions Koukou de cette manifestation. Les organisateurs décident de reporter cette manifestation. En avril et mai 2025, les éditions Koukou sont à nouveau interdites de participation au Salon du livre amazigh des Ouacifs.
En décembre 2024, la librairie Chikh de Tizi Ouzou est fermée par les autorités et les éditions  Koukou sont exclues du Salon du livre Djurdjura, prévu du 11 au 16 décembre 2024, à la maison de la culture Mouloud-Mammeri de Tizi Ouzou.
En 2024, les éditions Gallimard sont interdites en raison de la présence sur les stands du SILA du roman de Kamel Daoud, Houris, publié en août de la même année.
En janvier 2025, les éditions Franz-Fanon sont fermées pour six mois sur la base de l'édition d’un livre « dont le contenu porte atteinte à la sécurité et à l’ordre public ainsi qu’à l’identité nationale et colporte un discours de haine ». il s'agit du livre de Hedia Bensahli, L'Algérie juive.
En avril et mai 2025, les éditions Koukou sont interdites de participation au Salon du livre amazigh des Ouacifs

### Liberté de création audiovisuelle
La loi 17 février 2011 « relative à la cinématographie », précise en son article 5 que « sont interdits le financement, la production et l'exploitation de toute production cinématographique portant atteinte aux religions ou à la guerre de libération nationale, ses symboles et son histoire ou glorifiant le colonialisme ou portant atteinte à l'ordre public ou l'unité nationale ou incitant à la haine, à la violence et au racisme. ». Les films traitant de la guerre d'indépendance deviennent soumis à autorisation. En 2024, une loi introduit pour la première fois des peines de prison pour les professionnels du cinéma ne se conformant pas aux règles prévues,,.

## Liberté de religion
La constitution algérienne garantit la liberté de culte, et déclare également que l'islam est religion d'État  et une « composante fondamentale de son identité ». La constitution précise toutefois que « la liberté d’exercice des cultes s’exerce dans le respect de la loi ». De fait, la loi interdit les activités incompatibles avec la morale islamique, et en réalité la liberté religieuse des non-musulmans est limitée par un certain nombre de lois et de pratiques. La constitution de décembre 2020, en son article 87, prévoit un traitement discriminant quant à la possibilité de se présenter à la candidature pour le poste de président de la République, notamment l'obligation d'« être de confession musulmane ».

### Poursuites et condamnations pour motifs religieux
L’article 144-bis 2 du Code pénal indique qu' « est puni d’un emprisonnement de trois ans à cinq  ans et d’une amende de 50.000 DA à 100.000 DA, ou de l’une de ces deux peines seulement, quiconque offense le Prophète (paix et salut soient sur lui) et les envoyés de Dieu ou dénigre le dogme ou les préceptes de l’Islam, que ce soit par voie d’écrit, de dessin, de déclaration ou tout autre moyen ».
A titre d'exemple, de septembre 2020 à mars 2021, on dénombre au moins cinq condamnations à de la prison pour motifs religieux,,,,, et deux poursuites judiciaires, dont l'une concerne l’universitaire et islamologue Saïd Djabelkhir, condamné le 22 avril 2021 à trois ans de prison pour « offense aux préceptes de l’islam et au prophète Mohamed ». Sa condamnation suscite une vague d'indignation,,. Le 1er février 2023, il est finalement relaxé par la Cour d'Appel d'Alger, qui reconnaît de ce fait que l'accusation d'offense à l'islam est infondée.
La militante Amira Bouraoui, jugée en appel, est condamnée le 4 mai 2021 à deux ans de prison pour « atteinte aux préceptes de l’islam et au prophète ».
En Kabylie, les personnes qui s'affranchissent de la pratique religieuse durant le ramadan, subissent la répression du gouvernement et peuvent être condamnés à des amendes ou à de la prison ferme en vertu d'une disposition spéciale du code pénal algérien, l'article 144 bis 2, « qui prévoit des sanctions en cas d’offenses envers le Prophète ou les préceptes de l’islam ».

### Persécution des ahmadis
Les ahmadis sont combattus : en 2018, 27 d'entre eux sont condamnés à de la prison avec sursis, notamment pour offense aux préceptes de l'islam. Ils s'inscrivent dans la liste des 300 personnes ahmadis arrêtées et poursuivies entre 2016 et 2020. En septembre 2022, Amnesty International indique que 18 adeptes de la religion ahmadie et trois personnes incarcérés depuis le mois de juin, sont accusés de « participation à un groupe non autorisé » et « dénigrement de l’islam ».

### Loi contre le prosélytisme non-musulman
Le parlement d’Algérie a adopté le lundi 20 mars 2006 une loi prévoyant des peines de prison pour toute tentative de « convertir un musulman à une autre religion ». Elle prévoit des peines de 2 à 5 ans de prison et une amende de 500 000 à 1 000 000 de dinars (5 000 à 10 000 euros environ) contre toute personne qui « incite, contraint ou utilise des moyens de séduction tendant à convertir un musulman à une autre religion ». La loi prévoit des sanctions similaires contre toute personne qui « fabrique, entrepose, ou distribue des documents imprimés ou métrages audio-visuels ou tout autre support ou moyen, qui visent à ébranler la foi musulmane »,.
Le dénombrement des groupes non musulmans est difficile, le prosélytisme est passible de trois ans de prison et les groupes chrétiens ont souvent du mal à obtenir des visas, bien que ce dernier problème se soit apparemment atténué ces dernières années. L'Église protestante d'Algérie a été particulièrement visée, avec dix-huit de ses églises fermées entre novembre 2017 et octobre 2019 et quatre en 2020. Cela jette un doute sur l'état de la liberté religieuse en Algérie. En général, les non-musulmans sont socialement tolérés, mais il existe une certaine discrimination et des abus, et de nombreux chrétiens restent discrets.

### Religion et héritage
L'article 138 du code la famille précise que « sont exclues de la vocation héréditaire les personnes frappées d'anathème et les apostats ».

## Droits selon les groupes sociaux

### Droits des femmes
La constitution de décembre 2020 précise que « l’État protège la femme contre toutes formes de violence en tous lieux et en toute circonstance dans l’espace public, dans la sphère professionnelle et dans la sphère privée ». Ce type de disposition n'était clairement pas appliqué en 2005, et les années qui ont suivi lors de l'affaire des femmes violentées de Hassi Messaoud.
L'Algérie a ratifié la Convention sur l'élimination de toutes les formes de discrimination à l'égard des femmes avec toutefois des réserves  lorsque les dispositions vont « à l'encontre des dispositions du code algérien de la famille ».
Le Code de la famille algérien de 1984, selon Amnesty International, « a imposé de nombreuses restrictions sérieuses aux droits des femmes, y compris le droit à l'égalité devant la loi et le droit à l'autodétermination ».
Une enquête algérienne à indicateurs multiples (MICS3) de l’Office national des statistiques en collaboration avec le ministère de la Santé et de la Réforme hospitalière et financée par l’Unicef, a, entre autres, dévoilé que 67,9 % de femmes algériennes acceptent que leurs maris les battent. L'universitaire Fadéla Boumnedjel-Chitour indique en 2018 : « Quand la femme a tout de même le courage de se déplacer au commissariat ou à la brigade de gendarmerie, des officiers et agents de sécurité prennent le relais de la famille pour essayer de la dissuader avec un discours moralisateur. On lui demande, par exemple, de comprendre la colère de son mari et on la rassure en lui disant qu'il ne recommencera plus. Il est rare que les commissariats de police ou les brigades de gendarmerie prennent sa déposition et l'encouragent à établir un certificat médical descriptif pour des blessures volontaires. […] On dit souvent que les femmes ne connaissent pas leurs droits. Je peux vous dire qu'elles les connaissent parfaitement. Mais elles ont intériorisé à quel point les obstacles sont multiples, les difficultés immenses et les chances d'aboutir minimes, ne serait-ce que parce qu'elles savent l'inégalité qui est imprimée dans le Code de la famille. ».
En 2020, selon Amnesty International, le Code pénal et le Code de la famille restent discriminatoires à l’égard des femmes concernant l'héritage, le mariage, le divorce, la garde des enfants et la tutelle, en violation du droit international. L'article 66 du Code de la famille stipule que les femmes divorcées sont privées de la garde de l’enfant au cas où elles décident de refaire leur vie, contrairement à l'ex-conjoint. Le code pénal contient une « clause de pardon » qui met fin aux poursuites pénales en cas de viol, dès lors que les agresseurs obtiennent le pardon de leur victime. De plus, les femmes  ne peuvent pas épouser des non-musulmans, et les hommes peuvent épouser jusqu'à quatre femmes, bien que cela ne soit autorisé que si la première épouse l'approuve et si l'homme peut se le permettre. Les filles héritent moins que leurs frères de par la loi.
La loi criminalise le viol mais n'aborde pas spécifiquement le cas du viol conjugal. Les femmes mariées âgées de moins de 18 ans ne peuvent pas se rendre à l’étranger sans la permission de leur mari, à l'inverse des femmes mariées âgées de plus de 18 ans.
Dans un rapport de 2012, le Comité des Nations unies pour l'élimination de la discrimination à l'égard des femmes a appelé l'Algérie à prendre des mesures pour "promouvoir l'égalité des sexes et éliminer les attitudes patriarcales et les stéréotypes discriminatoires enracinés concernant les rôles et les responsabilités des femmes et des hommes dans la famille et la société". Il a demandé spécifiquement à l'Algérie de promouvoir l'égalité des chances sur le lieu de travail, d'éliminer les stéréotypes sexuels des programmes scolaires, dans les médias et au sein du système judiciaire, d'adopter une législation sur la violence à l'égard des femmes, de veiller à ce que la définition du viol comprenne le viol conjugal.
La loi organique relative au régime électoral, du 10 mars 2021, prévoit la parité hommes-femmes pour les élections locales (excepté dans les communes de moins de 20 000 habitants)  et les élections législatives (à l'exception des élections législatives de 2021).
Les mutilations génitales féminines sont quasi inexistantes en Algérie. Le tabou de la pénétration sexuelle avant le mariage ainsi que le prolongement des études chez les jeunes filles conduisent à une forte frustration sexuelle chez les hommes, qui se traduit par une agressivité à l'égard des femmes, celles-ci pouvant être traitées de « putes » dès qu'elles s'éloignent de la norme ou souhaitent avoir une certaine indépendance.

### Droits des enfants
La constitution de 2020, en son article 66, précise que « l'emploi des enfants est puni par la loi ». Cependant, alors qu'en juin 2018 le ministre du Travail indique que « le travail des enfants en Algérie existe mais à des taux très faibles », la Ligue algérienne de défense des droits de l'homme (LADDH) estime au contraire que 200 à 600 000 enfants travaillent en Algérie.
Un enfant peut hériter de la nationalité algérienne de l'un ou l'autre de ses parents. L'enfant d'un père musulman est automatiquement musulman. L'enseignement secondaire est gratuit et, jusqu'à 16 ans, obligatoire. La maltraitance sexuelle des enfants est techniquement passible de 10 à 20 ans de prison, mais les délinquants sont rarement condamnés à des peines aussi longues. L'Algérie n'est pas signataire de la Convention de La Haye de 1980 sur les aspects civils de l'enlèvement international d'enfants.
Il n'y a pas de système d'adoption organisé en Algérie, et les orphelins et autres enfants sont placés chez des tuteurs selon le système dit « Kafala ».
L’organe national de la protection et de la promotion de  l'enfance (ONPPE), créé en 2016, est chargé notamment  « de développer les politiques nationales adéquates pour la protection de l’enfance » et « d’examiner toute situation d'atteinte aux droits de l'enfant ». Il dispose d'un numéro vert (le 1111). 1035 cas d'atteinte aux droits de l'enfant  ont été signalés à ce numéro durant les cinq premiers mois de 2019. Les cas de maltraitance envers les enfants ont connu une forte augmentation en 2020 dans le contexte du confinement lié à la pandémie de Covid-19.

### Droits des anciens harkis et de leur famille
Plusieurs dispositions légales discriminent les anciens harkis ou leurs enfants. Ainsi, la loi 99-07 du 5 avril 1999, relative au « moudjahid et au chahid » prévoit, en son article 68 que « perdent leurs droits civiques et politiques, conformément à la législation en vigueur, les personnes dont les positions pendant la révolution  de libération nationale ont été contraires aux intérêts de la patrie et ayant eu un comportement indigne » disposition qui désigne clairement les anciens harkis. De même, la loi organique n° 12-04 du 12 janvier 2012 relative aux partis politiques précise que ne peuvent être membres fondateurs d'un parti « les personnes nées avant juillet 1942, n'avoir pas eu une conduite contraire aux principes et idéaux de la Révolution du 1er Novembre 1954 ».
La Constitution de décembre 2020, en son article 87, prévoit un traitement discriminant quant à la possibilité de se présenter à la candidature pour le poste de président de la République avec notamment l'obligation  de « justifier de la participation à la Révolution du 1er novembre 1954 pour les candidats nés avant juillet 1942 » et de  « justifier de la non implication des parents du candidat né après juillet 1942, dans des actes hostiles à la Révolution du 1er novembre 1954 ». De même, pour être électeur, l'ordonnance n°21-01 du 10 mars 2021, « portant loi organique relative au régime électoral », précise en son article 52 que « ne doit pas être inscrit sur la liste électorale celui ou celle qui avait pendant la révolution de libération nationale une conduite contraire aux intérêts de la patrie ». Toutes ces dispositions visent clairement les anciens harkis et leurs familles.
La loi n° 22-06 du 25 avril 2022, modifiant et complétant la loi n° 90-14 du 2 juin 1990 relative aux modalités d’exercice du droit syndical, stipule que les membres fondateurs d’une organisation syndicale, doivent ne pas avoir eu « un comportement contraire à la guerre de libération ».
Les anciens harkis ou fils d'anciens harkis continuent à être stigmatisés par les hommes politiques, et le qualificatif de "harki" est utilisé de manière péjorative, comme synonyme de traître.

### Droits des personnes handicapées
La discrimination fondée sur le handicap est illégale, mais cette loi n'est pas bien appliquée et les préjugés sociaux sont courants. Peu d’entreprises se sont conformées à la loi qui requiert qu’un pour cent des emplois soient réservés aux personnes porteuses de handicap.

### Droits LGBT
L'homosexualité est passible d'une peine de 3 ans d'emprisonnement avec des amendes allant jusqu'à 10 000 dinars. Il y a une forte discrimination sociale et très peu d'homosexuels vivent ouvertement leur situation. Aucune disposition légale  ne protège les personnes LGBT de la discrimination fondée sur l’orientation sexuelle, l’identité ou l’expression de genre.

### Droits relatifs au VIH / SIDA
Il existe une forte discrimination sociale  contre les personnes vivant avec le VIH/sida. La forte stigmatisation sociale à l'encontre des groupes vulnérables dans lesquels le VIH-sida était le plus concentré a un effet dissuasif sur le dépistage au sein de ces groupes.

### Réfugiés, migrants, demandeurs d'asile
La Constitution de décembre 2020, en son article 50, précise que « nul ne peut être extradé, si ce n'est en vertu d’une convention internationale dûment ratifiée ou d’une loi » et l'Algérie a ratifié la Convention internationale sur la protection des droits de tous les travailleurs migrants et des membres de leur famille qui précise que « les migrants en situation irrégulière ont le droit de voir leurs droits fondamentaux respectés ».
Le pays a des dispositions pour aider les réfugiés et les demandeurs d'asile et travaille avec le Haut-Commissariat des Nations unies pour les réfugiés (HCR) et d'autres groupes. L'Algérie a aidé certaines de ces personnes originaires d'Afrique subsaharienne tout en en refusant de nombreuses autres. La loi prévoit l’octroi du droit d’asile ou du statut de réfugié mais les pouvoirs publics n'ont pas institué de mécanisme permettant aux réfugiés de demander l'asile. Aucun octroi d’asile ou du statut de réfugié à de nouveaux réfugiés en ayant fait la demande n’a été signalé au cours de l’année 2019.
Les autorités algériennes expulsent régulièrement dans le désert ces migrants, y compris femmes enceintes et enfants, sans leur fournir eau ni nourriture, ce qui conduit à des morts fréquentes : plus de 13 000 migrants clandestins auraient ainsi été expulsés entre avril 2017 et juin 2018,.Selon Human Rights Watch, en 2020, les autorités algériennes, invoquant « la lutte contre la migration illégale », expulsent  plus de 17 000 migrants, pour la plupart en provenance d’Afrique sub-saharienne, parmi lesquels se trouvent des centaines de femmes et d’enfants et certains demandeurs d’asile dûment enregistrés comme tels. Des membres du personnel de sécurité ont séparé des enfants de leurs familles lors d’arrestations massives, ont confisqué leurs biens à des migrants, se sont abstenus de vérifier individuellement leur statut d’immigrant ou de réfugié et ne leur ont pas permis de contester leur refoulement. Certains migrants expulsés, et des travailleurs humanitaires qui leur portent assistance au Niger, ont affirmé que les autorités algériennes s’étaient livrées à des passages à tabac et à d’autres abus lors de ces arrestations et expulsions en 2020 et 2021,.
Plusieurs médias font état d’un racisme et de discriminations à l'encontre des migrants d'origine sub-saharienne,,,,. De janvier à août 2024, environ 25 000 migrants auraient été expulsés  vers le Niger, parfois dans des conditions indignes. L'ONG nigérienne Alarme Phone Sahara estime à au moins 31 404 le nombre de migrants expulsés d'Algérie vers le Niger en 2024 et dénonce les « conditions brutales, avec dans le pire des cas, des conséquences mortelles ». En mai 2025, cette même ONG estime qu'au moins 5800 migrants ont été expulsés d'Algérie vers le Niger depuis le début de l'année ; elle accuse l'Algérie, avec d'autres ONG, de « délaisser femmes, enfants et personnes malades » à la frontière sud du pays » et de les diriger vers « un mouroir silencieux ».

### Droits des employés

#### Dispositions actuelles
La Constitution de décembre 2020 prévoit en ses articles 69 et 70 que « le droit syndical est reconnu (et que) la loi en garantit le libre exercice », que « les opérateurs du secteur économique peuvent se constituer en organisations patronales dans le respect de la loi » et que « le droit de grève est reconnu (et) s'exerce dans le cadre de la loi ». Elle précise également (article 139) que le Parlement légifère dans le domaine des règles « relatives au droit du travail (...) et  à l’exercice du droit syndical », droit syndical régi désormais par la loi n° 23-02 du 25 avril 2023, qui abroge toutes les dispositions antérieures contraires à cette loi.
La loi n° 23-08 du  21 juin 2023 définit les dispositions relatives « à la prévention, au règlement des conflits collectifs de travail et à l’exercice du droit de grève ». La loi est complétée par des décrets d'application dont celui relatif « aux secteurs d'activités et des postes de travail nécessitant la mise en œuvre d’un service minimum obligatoire et la liste des secteurs, des personnels et des fonctions, auxquels le recours à la grève est interdit ». Ces dernières dispositions suscitent les critiques de Boualem Amoura, Secrétaire général du Syndicat autonome des travailleurs de l’éducation et de la formation (Satef), pour qui  elles sont « non conformes à la constitution », estimant qu’ « il ne reste plus de droit à la grève » car « ils ont instauré des conditions irréalisables pour aller vers une grève » ; il précise que selon lui, « les nouveaux textes sont « contraires aussi aux conventions 87 et 98 de l’Organisation internationale du travail ».

#### Dispositions antérieures à 2023
La loi 90-14 du 2 juin 1990 dénommée « Modalités d'exercice du droit syndical », abrogée dès la parution de la loi 23-02 du 25 avril 2023, soumet la constitution d'une organisation syndicale à la « délivrance d’un récépissé d’enregistrement de la déclaration de constitution délivré par l’autorité publique concernée au plus tard trente jours après le dépôt du dossier », aucune voie de recours n'étant prévue. Selon HRW, les autorités algériennes se livrent parfois à des « manœuvres administratives visant à refuser le statut légal à certains syndicats indépendants qui tentent d’opérer en dehors de l’Union générale des travailleurs algériens (UGTA), largement considérée comme proche du pouvoir. Il est ainsi fréquent que les autorités refusent de délivrer ce récépissé. Dans d’autres cas, les autorités algériennes réclament des informations complémentaires ou demandent aux syndicats de modifier leurs statuts. Mais les autorités refusent parfois d’émettre le récépissé nécessaire, même après que le syndicat en question se soit conformé à leurs exigences. Sans ce récépissé, les syndicats ne peuvent représenter légalement les travailleurs ».
La loi n° 22-06 du 25 avril 2022, modifiant et complétant la loi n° 90-14 du 2 juin 1990 relative aux modalités d’exercice du droit syndical, définit les conditions permettant la création d'unions, de fédérations et de confédérations syndicales; elle apporte également, notamment, des protections supplémentaires pour les délégués syndicaux en entreprise. Avec cette loi, la  Confédération des syndicats algériens (CSA), dont la création est pourtant annoncée par l'agence officielle APS le 10 novembre 2018, et qui attend toujours son agrément en mars 2024, peut faire l'objet d'une nouvelle demande d'agréement.
Le droit de grève est défini dans la loi n° 90-02 du 6 février 1990. Les grèves sont autorisées, mais nécessitent l'approbation du gouvernement et ne sont autorisées qu'après deux semaines d'un « laborieux mécanisme » de  médiation et de conciliation (article 24 de la loi de 1990), ainsi qu'un préavis de huit jours donné à l’employeur. La négociation collective est autorisée. Le travail forcé est interdit. Le salaire minimum est bas, mais son application est incohérente ; cependant, le gouvernement algérien aide les travailleurs avec des avantages. Il existe des règles sur les heures de travail et autres qui sont mieux appliquées dans le secteur public que dans le secteur privé. Les normes de santé et de sécurité au travail ne sont pas non plus appliquées de manière efficace.

## Police et justice

### Droits des personnes en état d'arrestation
La Constitution de décembre 2020 précise (article 39) que « l’État garantit l’inviolabilité de la personne humaine, (que) toute forme de violence physique et morale et d'atteinte à la dignité est proscrite (et que) la torture, les traitements cruels, inhumains ou dégradants ainsi que la traite des personnes sont réprimés par la loi ».
La torture reste parfois utilisée. Ainsi, début 2021, des cas de torture sont dénoncés par l’étudiant Walid Nekkiche, agressé sexuellement, et l’activiste Samy Dernouni. Les autorités annoncent l'ouverture d'une enquête mais « trois mois après, nous ne connaissons rien de l’enquête sur l’affaire Walid Nekkiche », précise l'avocat Abdelghani Badi, soulignant que « la torture et le mauvais traitement ne concernent pas seulement les activistes du hirak, mais aussi les détenus du droit commun ». Des cas de torture ou de maltraitance sont mentionnés par Amnesty International ou rapportés par la presse,.

### Droits des personnes jugées
Bien que la constitution algérienne stipule que le pouvoir judiciaire doit être indépendant et offrir des procès équitables, le président a le pouvoir ultime sur les tribunaux et les droits des accusés ne sont pas toujours respectés. Les accusés jouissent de la présomption d'innocence, du droit de présenter des témoins et des preuves, le droit de faire appel et d'autres droits, et ces droits sont généralement respectés. Mais les verdicts sont souvent influencés par les liens familiaux et le statut.
Human Rights Watch s'est plaint en juin 2012 des cas de huit suspects terroristes qui avaient été détenus au secret pendant plusieurs années et qui avaient été confrontés à « des procès d'une équité douteuse parce que les juges refusaient de permettre à un témoin important de témoigner ». Ces affaires, selon HRW, soulignent « les obstacles persistants auxquels sont confrontés les personnes accusées d'infractions terroristes, même après que les autorités ont levé l'état d'urgence en 2011, pour obtenir une justice à la fois rapide et équitable ». Sarah Leah Whitson de HRW a déclaré que « le président Abdelaziz Bouteflika parle souvent de réforme judiciaire, mais lorsqu'il s'agit de juger des militants présumés, réforme ne signifie pas encore équité ».
La peine de mort reste prévue par l'article 5 du code pénal. Des condamnations sont encore prononcées mais aucune exécution n'a eu lieu depuis 1993. Tout en regrettant la non-abolition de la peine de mort dans la nouvelle Constitution de décembre 2020, Amnesty International se félicite, le 21 avril 2021, du recul du nombre de condamnations à mort en Algérie, observant qu' « une seule condamnation à mort a été recensée en Algérie en 2020 ».

### Droits des prisonniers
En règle générale, les conditions de détention sont inférieures aux normes internationales et les groupes de défense des droits de l'homme ne sont pas autorisés à inspecter de nombreux établissements. La surpopulation est un problème répandu, tout comme le mauvais éclairage, la ventilation, la nourriture et l'hygiène. Les détenus ont droit à des visites familiales régulières et à des cultes privés. Amnesty International et Human Rights Watch se sont toutes deux plaintes du fait que les membres de groupes islamiques radicaux sont traités plus durement en prison que les autres.
À la suite d'un accord signé en 1999, le CICR visite les détenus, évalue leurs conditions de détention et demande des améliorations s'il y a lieu.

### Droit des familles de disparus
Durant la guerre civile algérienne des années 1990, de nombreuses personnes ont disparu. Parmi les associations pour la défense des familles de disparus, le Collectif des familles de disparu(e)s en Algérie (CFDA) estime que « la charte de réconciliation nationale est un frein à la clarification et aux procès judiciaires contre les auteurs des crimes et la violation des droits de l'homme. Ce manque de transparence empêche les familles d'identifier les responsables et de connaitre les circonstances des crimes commis sur leurs proches ». D’autre part, Rafael Bustos indique  que « des  organisations internationales (Amnesty International, Human Rights Watch, etc.) soutiennent que les processus d’amnistie ne peuvent pas empêcher la divulgation de la vérité ni décharger l’État de sa responsabilité de déclencher des poursuites judiciaires en cas de violations graves des droits de l’Homme » .
En janvier 2025, Mary Lawlor, Rapporteure spéciale sur les défenseurs des droits de l’homme de l'Organisation des Nations unies indique que le Collectif des familles de disparu(e)s en Algérie a été empêché en 2024, à plusieurs reprises, d’organiser des événements car de nombreux policiers ceinturaient le bureau de l’association à Alger. Des adhérents du collectif, dont des mères de personnes disparues, auraient été maltraités et obligés de quitter les lieux à ces occasions,.

### Définition de l'acte terroriste
Cet aspect est traité dans la section "Liberté d'expression, définition de l'acte terroriste" de l'article.

## Associations de défense des droits de l'homme en Algérie
- La Ligue algérienne de défense des droits de l'homme (organisation dissoute par décision de justice en septembre 2022);

- Amnesty International Algérie ;

- Le Comité national pour la libération des détenus ;

- Le Réseau Wassila ;

- Le Conseil national des droits de l'homme  (CNDH) est un organe officiel placé auprès du président de la République. Il assure, selon l'article 73 de la Constitution de décembre 2020[34], une « mission de surveillance, d'alerte précoce et d'évaluation en matière de respect des Droits de l'Homme ». En mars 2021, il annonce mettre à la disposition des citoyens « une plateforme numérique interactive pour recevoir leurs pétitions, doléances et plaintes en matière des droits de l'Homme »[143]. En tant qu'institution nationale ayant un domaine de compétence relatif aux droits de l'homme, le CNDH est engagé par les « principes concernant le statut des institutions nationales pour la promotion et la protection des droits de l'homme (les Principes de Paris) »[144]. En 2020, pour une ancienne membre démissionnaire du CNDH, l'institution reste « sous l’emprise de l’administration, dont la mission devrait se limiter à la gestion administrative et financière »[145]. Concernant les principes de Paris, en 2020, l’Algérie est classée au « statut B » (qui signifie qu’elle n’est pas en pleine conformité avec les Principes de Paris) ; elle n’arrive pas accéder au « statut A » (qui signifierait que l’Institution a démontré sa pleine conformité avec les Principes de Paris [145],[146].

## L'Algérie et les droits de l'Homme au niveau international
Le 11 octobre 2022, l'Algérie est élue membre du Conseil des droits de l'Homme des Nations unies pour la période 2023-2025, en reconnaissance, selon l'agence Algérie Presse Service, à « son rôle de pays pivot dans sa région, soucieux de promouvoir les principes et valeurs des droits de l’Homme dans le monde ».